# Hanno Schlögl
Hanno Schlögl (* 17. Februar 1944 in Hall in Tirol; † 3. Dezember 2020 in Innsbruck) war ein österreichischer Architekt.

## Leben
Hanno Schlögl besuchte die HTL für Hochbau in Innsbruck, wo unter anderen Hans Nagiller und Norbert Heltschl seine Lehrer waren. Anschließend studierte er Architektur an der Akademie der bildenden Künste Wien in der Meisterklasse von Roland Rainer, die er 1967 mit dem Diplom abschloss. 1973 eröffnete er sein eigenes Architekturbüro in Innsbruck. Von 2003 bis 2018 betrieb er eine Ziviltechnikergesellschaft mit Daniel Süß unter dem Namen Schlögl & Süß Architekten. Ab 2018 führte er das Architekturbüro Hanno Schlögl.
Von 1977 bis 1980 unterrichtete Schlögl als Lehrbeauftragter für Architektur und Umweltgestaltung an der Abteilung für Kunst- und Werkerziehung am Mozarteum in Salzburg, von 1991 bis 1998 war er Lehrbeauftragter für Entwerfen an der Fakultät für Bauingenieurwesen und Architektur der Universität Innsbruck. Er war von 1992 bis 1995 Fachbeiratsmitglied für architektonische und städtebauliche Fragen in Feldkirch und von 1989 bis 2004 Mitglied im Tiroler Kulturbeirat.
Zu Schlögls Werken gehören unter anderem öffentliche Bauten wie Wohn- und Pflegeheime, Schulen und Kulturbauten, die er häufig nach dem Gewinn von Wettbewerben realisierte. Es handelt sich um geradlinige, klassische Bauten nach dem Vorbild von Architekten der Klassischen Moderne wie Frank Lloyd Wright, Mies van der Rohe, Le Corbusier oder Louis I. Kahn.

## Auszeichnungen
- Österreichischer Bauherrenpreis 1979 (für Raiffeisenbank Filiale Mils)[5]
- Österreichischer Bauherrenpreis 1986 (für Haus im Stiftsgarten, Hall in Tirol, mit Andreas Egger)[5]
- Auszeichnung des Landes Tirol für Neues Bauen 1998 (für Salzlager Hall/Kunsthalle Tirol)
- Österreichischer Bauherrenpreis 1999 (für Galerie im Taxispalais, Innsbruck)[5]
- BTV-Bauherrenpreis für Tirol, 2007, Preisträger (für Leitstelle Tirol, Innsbruck) in ARGE mit Schlögl & Süß Architekten, Johann Obermoser
- BTV-Bauherrenpreis für Tirol, 2007, Anerkennung (für Umbau der Baumann-Stationen der Nordkettenbahn, in ZT Ges. Schlögl & Süß Architekten)
- Auszeichnung des Landes Tirol für Neues Bauen 2008, Anerkennung (für Leitstelle Tirol, Innsbruck, in ARGE mit Schlögl & Süß Architekten, Johann Obermoser)
- Europa Nostra Award 2010, Anerkennung (für Umbau der Stationen der Nordkettenbahn, in ZT Ges. Schlögl & Süß Architekten)
- Tiroler Landespreis für Kunst, 2019[4][6]
- Anerkennung des Landes Tirol für Neues Bauen 2020

## Werke (Auswahl)

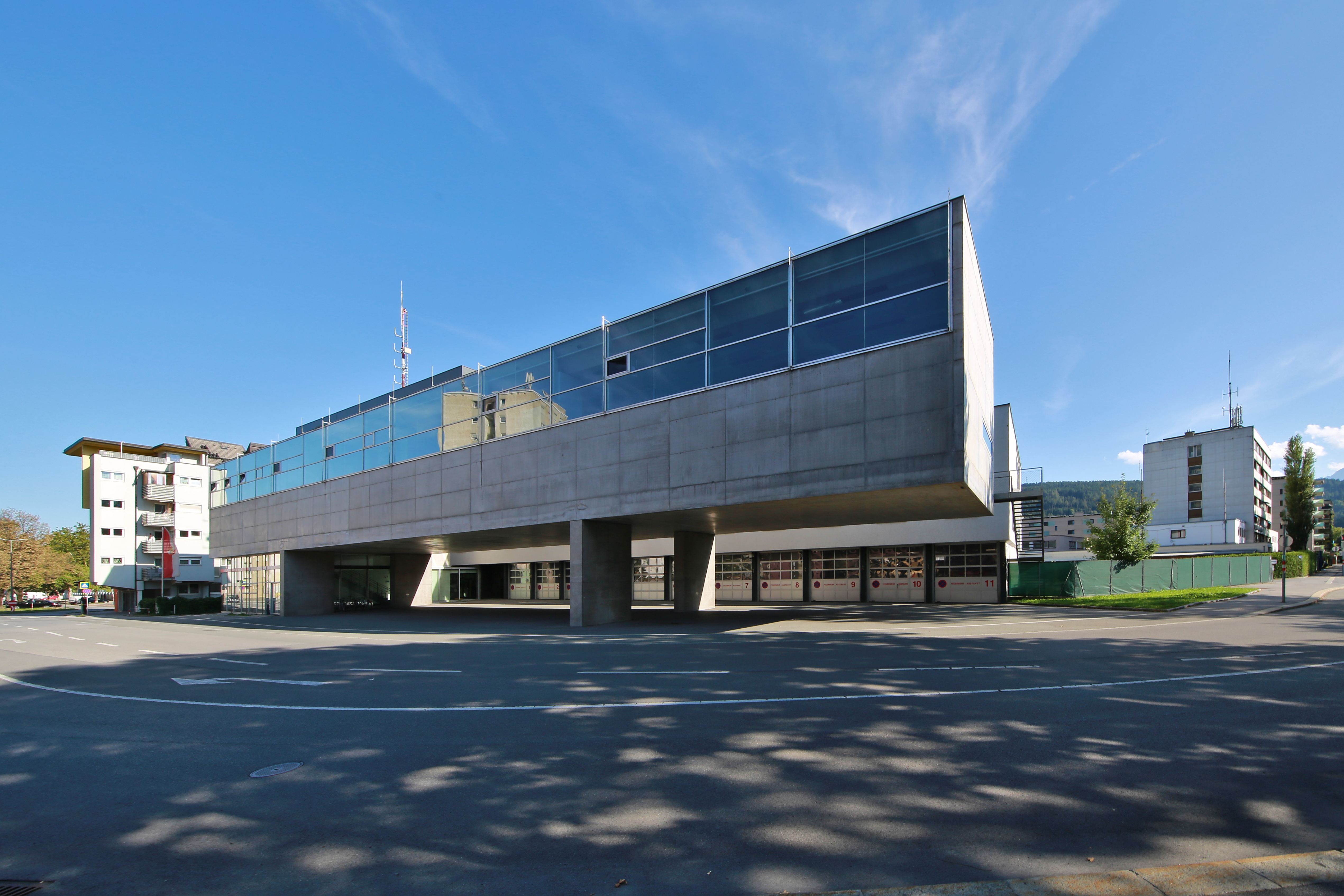
Leitstelle Tirol, Innsbruck

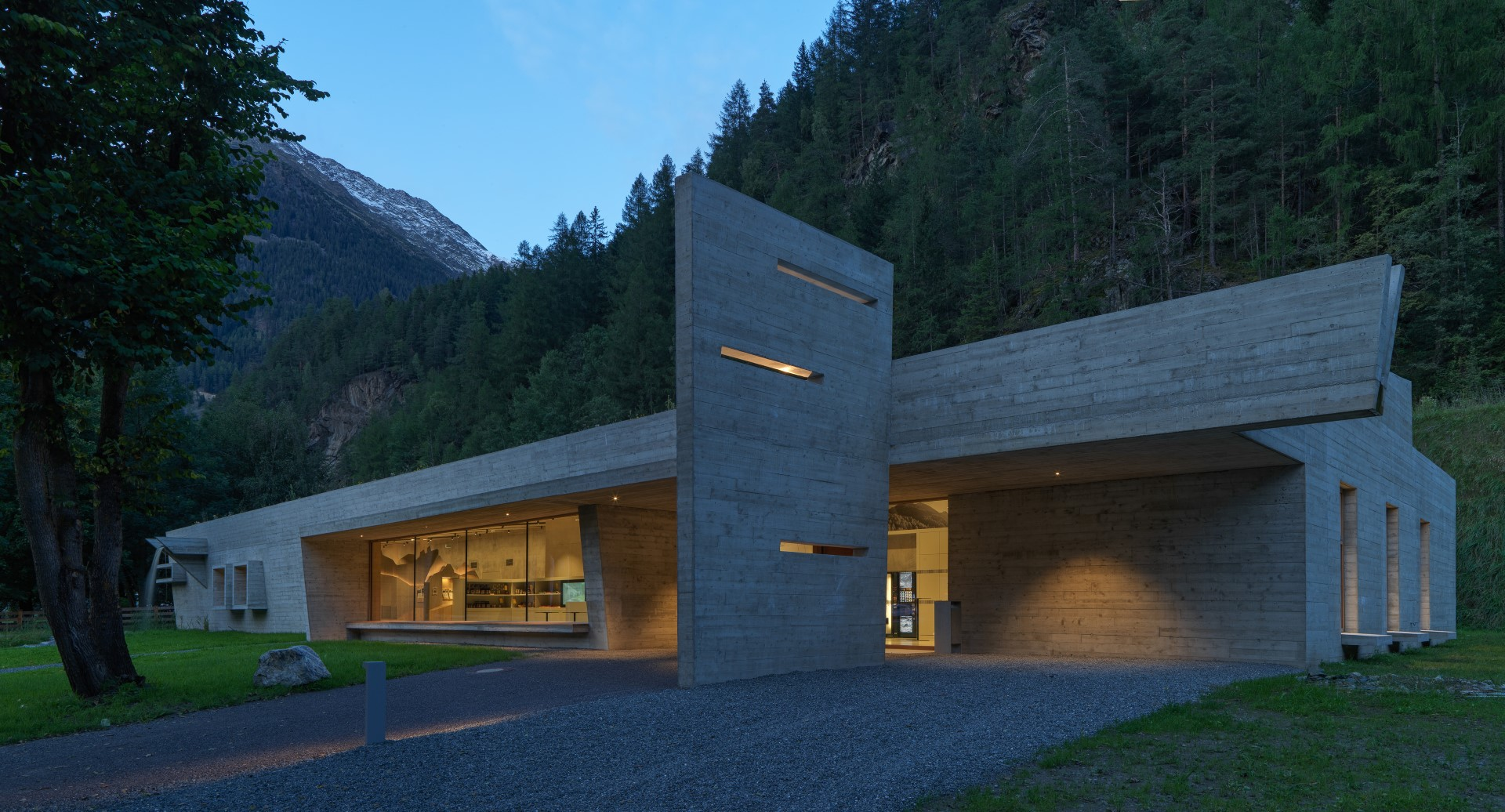
Naturparkhaus Längenfeld

- Tennishaus, Hall in Tirol, 1969/70[7]
- ehemaliges Auslieferungslager der Tiroler Frischgetränke (heute umgebaut und als Bauhof genutzt), Breitenwang, 1971 (mit Fred Achammer)[8]
- Haus Markl, Sistrans, 1973
- Seniorenwohnanlage Haus im Stiftsgarten, Hall in Tirol, 1986 (mit Andreas Egger)
- Pflegeheim Unterperfuss, 1996 (mit Karlheinz Peer)
- Um- und Anbau Salzlager Hall/Kunsthalle Tirol, 1997
- Tiroler Fachberufsschule für Bautechnik und Malerei, Absam, 1998
- Umbau und Erweiterung Galerie im Taxispalais, Innsbruck, 1999
- Seniorenwohnanlage Haus im Seidnergarten, Hall in Tirol, 2004
- Seniorenwohnanlage Haus im Magdalenengarten, Hall in Tirol, 2006 (mit Daniel Süß)
- Innsbrucker Nordkettenbahnen, Adaptierung Baumann-Stationen, Innsbruck, 2006 (mit Daniel Süß)
- Leitstelle Tirol, Innsbruck, 2007 (in ARGE mit Schlögl & Süß Architekten, Johann Obermoser)
- Zentrale der Hypo Tirol Bank, Innsbruck, 2008 (mit Daniel Süß)
- Swarovski Kristallwelten Wien, 2009 (mit Daniel Süß)
- Foyer und Store, Swarovski Kristallwelten, Wattens, 2015 (mit s_o_s architekten / Hanno Schlögl, Johann Obermoser, Daniel Süß)
- Naturparkhaus Längenfeld, 2019[4]